# مناخم بلو
مناخم بلو (به انگلیسی: Menachem Bello) مدافع اهل اسرائیل است که از سال ۱۹۶۵ تا ۱۹۷۵ میلادی عضو تیم ملی فوتبال اسرائیل بوده و در ۵۷ بازی ملی حضور داشته است.